# Chopper (motocykl)

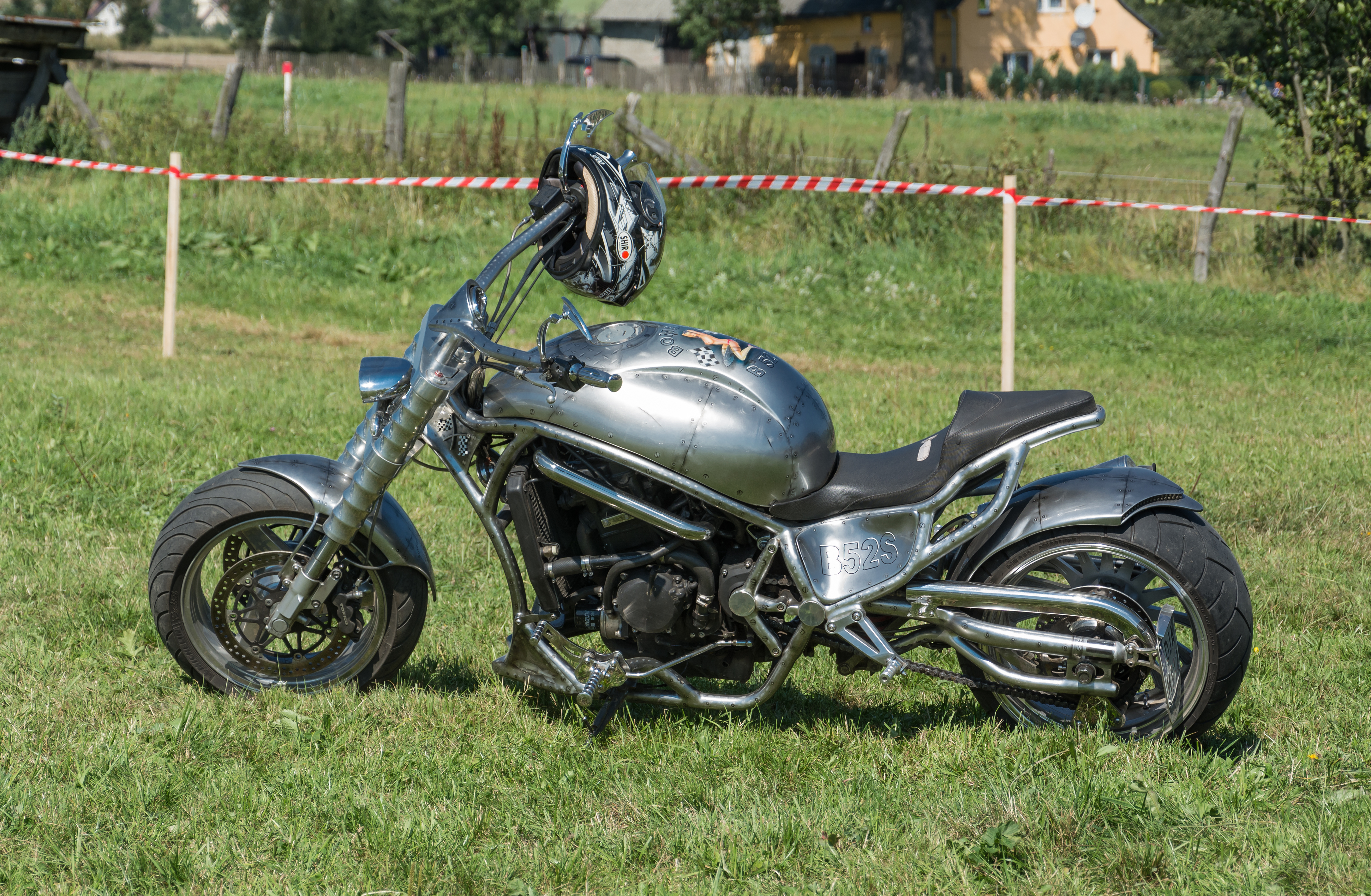
Współczesny chopper

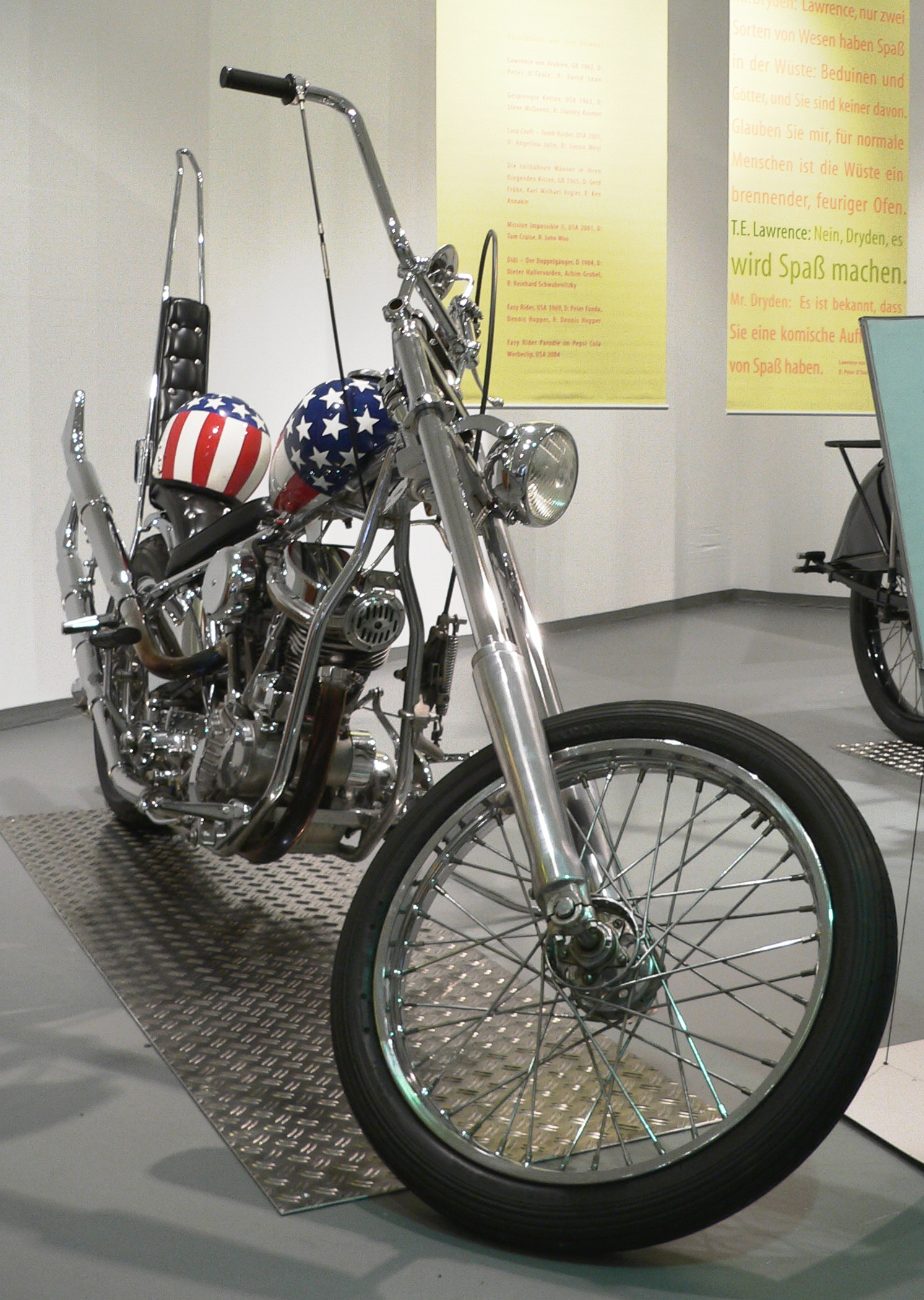
Replika jednego z chopperów użytych w filmie Easy Rider

Chopper – w założeniu jest to przerobiony motocykl. Motocykle typu chopper zostały spopularyzowane przez film „Easy Rider”.

## Historia
Chopper narodził się pod koniec lat 50. w Stanach Zjednoczonych, gdy motocykliści jeżdżący na ciężkich Harleyach wpadli na pomysł „odchudzenia” swoich jednośladów, celem zwiększenia ich osiągów (nazwa „Chopper” pochodzi od czasownika to chop „siekać, odcinać”). W tym czasie nie było części do tuningu, a maszyny wyścigowe nie miały homologacji. Motocykliści zdejmowali ze swoich motocykli wszystkie zbędne elementy (np. błotnik przedni, szerokie opony przednie, klakson, oświetlenie) lub wymieniali je na lżejsze odpowiedniki. W przerobionych motocyklach wymieniano seryjne siedzenie na małe siedziska, zakładano cieńsze koła przednie, a seryjny, duży bak zastępowano nowym (wtedy robionym często w garażu), małym zbiornikiem. Z początku wszystkie przeróbki podporządkowane były zwiększeniu osiągów, dopiero później zaczęto większą dbałość przykładać do wizualnej strony.

## Choppery w XXI wieku
Dzięki filmowi „Easy Rider”, który stworzył obraz choppera jako zgrabny motocykl z długim widelcem, ten typ motocykli zyskał dużą popularność. Przez dziesięciolecia powstało wiele firm zajmujących się przerabianiem lub budowaniem od podstaw chopperów (OCC, West Coast Choppers). Choppery były budowane głównie z motocykli H-D, a dzisiejsze firmy chopperowe często wykorzystują podzespoły i części Harleya. Obecnie są popularne głównie w USA i Wielkiej Brytanii.

## Bobber
Bobbery to przerabiane cruisery. Głównym wyróżnikiem bobbera jest to, że ma fabryczną, nieprzerabianą ramę. Bobber jest pierwszym typem chopperów, jakie powstały.

## Choppery w Polsce
W Polsce choppery, pomimo popularności H-D, nie są popularne. Jest to spowodowane utrudnionym dostępem do niestandardowych części i stosunkowo wysokimi kosztami. Nie znaczy to jednak, że w Polsce nie ma miłośników chopperów. Choppery powstawały w Polsce już w latach 60., jeszcze zanim zafascynowani filmem „Easy Rider” motocykliści zaczęli budować motocykle o wysuniętym przodzie i wąskich zbiornikach (jednak w tym przypadku idea budowy choppera znacznie różniła się od idei przyświecającej ich twórcom w USA – chodziło głównie o naśladowanie amerykańskich wzorców, a nie o poprawienie osiągów). Choppery powstawały na bazie motocykli Harley-Davidson WLA, które w czasach komunizmu były jedynymi Harleyami dostępnymi za „żelazną kurtyną”. „Choppery na WL’kach” były bardzo ciekawymi konstrukcjami. Ze względu na niemal całkowity brak jakichkolwiek nowych części wszystko musiało powstać w warsztatach i przydomowych garażach. Nierzadko w takim motocyklu z Harleya pozostawał oryginalny tylko silnik, a czasami niecały. Później pojawiły się konstrukcje oparte na bazie Junaka, a także innych dostępnych ciężkich motocykli (AWO, maszyny radzieckie, motocykle przedwojenne).